# Pocé-sur-Cisse
Pour les articles homonymes, voir Pocé.
Pocé-sur-Cisse est une commune française du département d'Indre-et-Loire, en région Centre-Val de Loire.
C'est l'une des dix communes viticoles de l'aire d'appellation d'origine contrôlée (AOC) « Touraine-amboise ».

## Géographie
|                       | Saint-Ouen-les-Vignes |                 |
| Montreuil-en-Touraine | Pocé-sur-Cisse        | Limeray         |
| Nazelles-Négron       | La Loire Amboise      | La Loire Chargé |

### Hydrographie

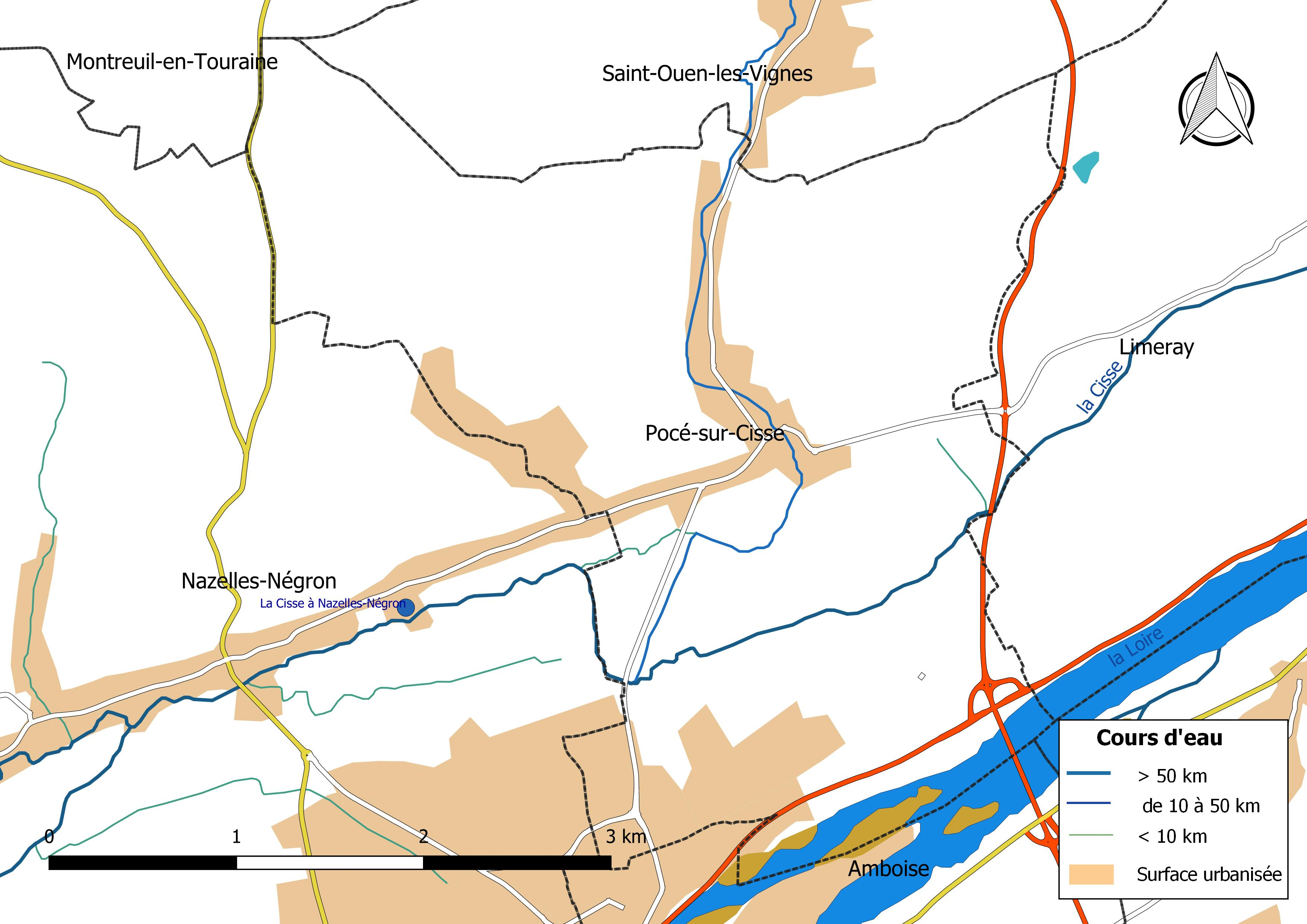
Réseau hydrographique de Pocé-sur-Cisse.

La commune est bordée sur son flanc sud par  la Loire  qui en constitue la limite communale et traversée par la Cisse (2,979 km), d'est en ouest parallèlement à la Loire. Le réseau hydrographique communal, d'une longueur totale de 9,73 km, comprend un autre cours d'eau notable, la Ramberge (3,963 km), et trois petits cours d'eau pour certains temporaires,.
Le cours de la Loire s’insère dans une large vallée qu’elle a façonnée peu à peu depuis des milliers d’années. Elle traverse d'est en ouest le département d'Indre-et-Loire depuis Mosnes jusqu'à Candes-Saint-Martin, avec un cours large et lent. La Loire présente des fluctuations saisonnières de débit assez marquées. Sur le plan de la prévision des crues, la commune est située dans le tronçon de la Loire orléanaise, qui court entre la sortie de Sully-sur-Loire (Loiret et la sortie de Nazelles-Négron, dont la station hydrométrique de référence la plus proche est située à Blois. Le débit mensuel moyen (calculé sur 156 ans pour cette station) varie de 118 m3/s au mois d'août  à 583 m3/s au mois de février. Le débit instantané maximal observé sur cette station est de 3 050 m3/s et s'est produit le 9 décembre 2003, la hauteur maximale relevée a été de 5,05 m le 11 janvier 1982,.
Sur le plan piscicole, la Loire est également classée en deuxième catégorie piscicole.
La Cisse, d'une longueur totale de 87,7 km, prend sa source à Rhodon en Loir-et-Cher, et se jette dans la Loire à Vouvray, après avoir traversé 28 communes. La station hydrométrique de Nazelles-Négron permet de caractériser les paramètres hydrométriques de la Cisse. Le débit mensuel moyen (calculé sur 21 ans pour cette station) varie de 0,99 m3/s au mois d'août  à 4,22 m3/s au mois de janvier. Le débit instantané maximal observé sur cette station est de 29 m3/s le 28 décembre 1999, la hauteur maximale relevée a été de 1,85 m le 5 juin 2016,.
Ce cours d'eau est classé dans les listes 1 et 2 au titre de l'article L. 214-17 du code de l'environnement sur le Bassin Loire-Bretagne. Au titre de la liste 1, aucune autorisation ou concession ne peut être accordée pour la construction de nouveaux ouvrages s'ils constituent un obstacle à la continuité écologique et le renouvellement de la concession ou de l'autorisation des ouvrages existants est subordonné à des prescriptions permettant de maintenir le très bon état écologique des eaux. Au titre de la liste 2, tout ouvrage doit être géré, entretenu et équipé selon des règles définies par l'autorité administrative, en concertation avec le propriétaire ou, à défaut, l'exploitant,.
Sur le plan piscicole, la Cisse est classée en deuxième catégorie piscicole. Le groupe biologique dominant est constitué essentiellement de poissons blancs (cyprinidés) et de carnassiers (brochet, sandre et perche).
La Ramberge, d'une longueur totale de 22,3 km, prend sa source dans la commune des Saint-Nicolas-des-Motets et se jette dans la Cisse à l'extrémité sud-ouest du territoire, après avoir traversé 7 communes.
Sur le plan piscicole, la Ramberge est également classée en deuxième catégorie piscicole.
Deux zones humides ont été répertoriées sur la commune par la direction départementale des territoires (DDT) et le conseil départemental d'Indre-et-Loire : « la vallée de la Loire de Mosnes à Candes-Saint-Martin » et « la vallée de la Remberge »,.

### Transport
- La gare SNCF qui dessert Pocé est à la limite de Pocé, d'Amboise et de Nazelles. Il faut compter 20 minutes pour se rendre à Tours (25 km) ou 15 minutes pour rejoindre la gare TGV de Saint-Pierre-des-Corps (arrivée à Paris-Montparnasse 50 minutes après) et Blois (25 km), 1 h pour Orléans (90 km) ; entre 1 h 45 et 2 h 15 pour Paris-Austerlitz (210 km).
- Autocars : la ligne Amboise / Château-Renault, qui marque un arrêt à la gare d'Amboise et son terminus, passe par le bourg de Pocé. La ligne est renforcée pour le ramassage scolaire (environ 15–20 minutes de la cité scolaire d'Amboise).
- Autoroute A10 à Autrèche, la sortie de l'autoroute est à 15 minutes de Pocé, ainsi que l'autoroute A85 à Bléré.

### Climat
Pour des articles plus généraux, voir Climat du Centre-Val de Loire et Climat d'Indre-et-Loire.
En 2010, le climat de la commune est de type climat océanique dégradé des plaines du Centre et du Nord, selon une étude du CNRS s'appuyant sur une série de données couvrant la période 1971-2000. En 2020, Météo-France publie une typologie des climats de la France métropolitaine dans laquelle la commune est exposée à un climat océanique altéré et est dans la région climatique Moyenne vallée de la Loire, caractérisée par une bonne insolation (1 850 h/an) et un été peu pluvieux.
Pour la période 1971-2000, la température annuelle moyenne est de 11,3 °C, avec une amplitude thermique annuelle de 14,8 °C. Le cumul annuel moyen de précipitations est de 708 mm, avec 11 jours de précipitations en janvier et 6,9 jours en juillet. Pour la période 1991-2020, la température moyenne annuelle observée sur la station météorologique de Météo-France la plus proche, sur la commune de Limeray à 4 km à vol d'oiseau, est de 12,2 °C et le cumul annuel moyen de précipitations est de 670,2 mm,. Pour l'avenir, les paramètres climatiques de la commune estimés pour 2050 selon différents scénarios d'émission de gaz à effet de serre sont consultables sur un site dédié publié par Météo-France en novembre 2022.

## Urbanisme

### Typologie
Au 1er janvier 2024, Pocé-sur-Cisse est catégorisée petite ville, selon la nouvelle grille communale de densité à sept niveaux définie par l'Insee en 2022.
Elle appartient à l'unité urbaine de Tours, une agglomération intra-départementale regroupant 38  communes, dont elle est une commune de la banlieue,,. La commune est en outre hors attraction des villes,.

### Occupation des sols
L'occupation des sols de la commune, telle qu'elle ressort de la base de données européenne d’occupation biophysique des sols Corine Land Cover (CLC), est marquée par l'importance des territoires agricoles (68,7 % en 2018), en diminution par rapport à 1990 (70,5 %). La répartition détaillée en 2018 est la suivante : 
zones agricoles hétérogènes (29,8 %), terres arables (19,3 %), forêts (13,8 %), zones urbanisées (11,5 %), prairies (10,2 %), cultures permanentes (9,4 %), zones industrielles ou commerciales et réseaux de communication (3 %), eaux continentales (2,8 %), espaces verts artificialisés, non agricoles (0,2 %). L'évolution de l’occupation des sols de la commune et de ses infrastructures peut être observée sur les différentes représentations cartographiques du territoire : la carte de Cassini (XVIIIe siècle), la carte d'état-major (1820-1866) et les cartes ou photos aériennes de l'IGN pour la période actuelle (1950 à aujourd'hui).

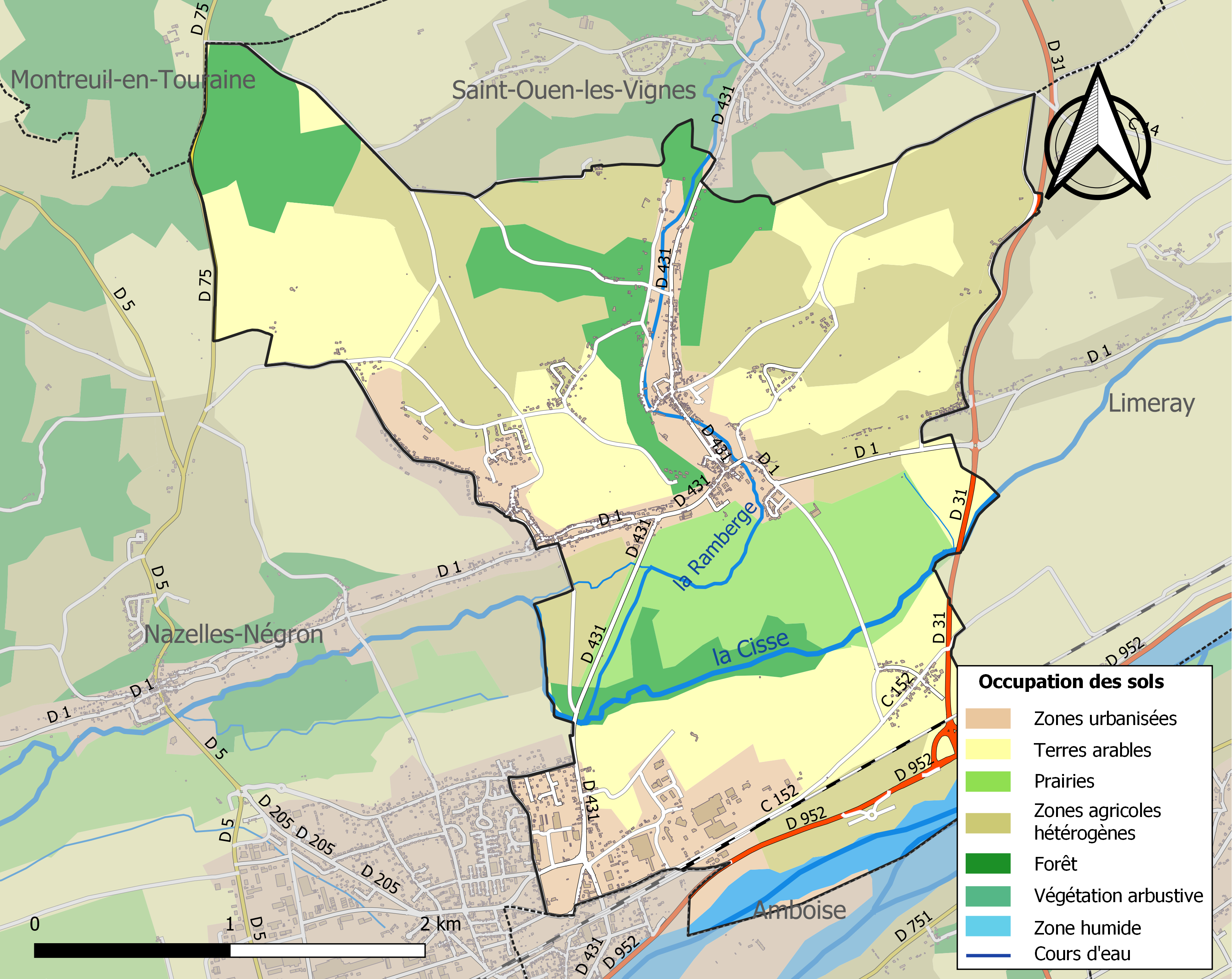
Carte des infrastructures et de l'occupation des sols de la commune en 2018 (CLC).

### Risques majeurs
Le territoire de la commune de Pocé-sur-Cisse est vulnérable à différents aléas naturels : météorologiques (tempête, orage, neige, grand froid, canicule ou sécheresse), inondations, mouvements de terrains et séisme (sismicité très faible). Un site publié par le BRGM permet d'évaluer simplement et rapidement les risques d'un bien localisé soit par son adresse soit par le numéro de sa parcelle.
Certaines parties du territoire communal sont susceptibles d’être affectées par le risque d’inondation par débordement de cours d'eau, notamment la Cisse, la Ramberge et la Loire. La commune a été reconnue en état de catastrophe naturelle au titre des dommages causés par les inondations et coulées de boue survenues en 1999 et 2018,.

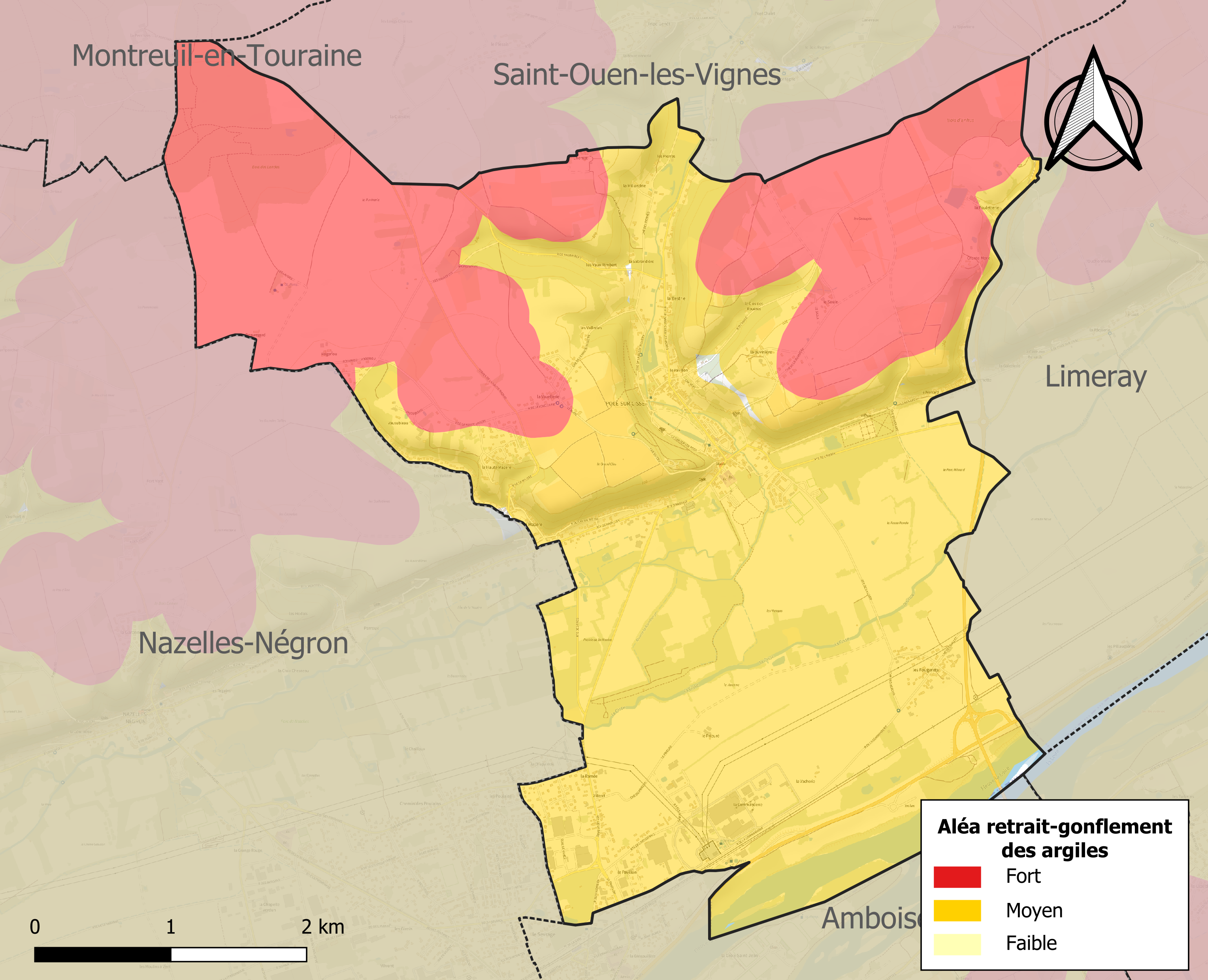
Carte des zones d'aléa retrait-gonflement des sols argileux de Pocé-sur-Cisse.

La commune est vulnérable au risque de mouvements de terrains constitué principalement du retrait-gonflement des sols argileux. Cet aléa est susceptible d'engendrer des dommages importants aux bâtiments en cas d’alternance de périodes de sécheresse et de pluie. 99,6 % de la superficie communale est en aléa moyen ou fort (90,2 % au niveau départemental et 48,5 % au niveau national). Sur les 742 bâtiments dénombrés sur la commune en 2019, 736 sont en aléa moyen ou fort, soit 99 %, à comparer aux 91 % au niveau départemental et 54 % au niveau national. Une cartographie de l'exposition du territoire national au retrait gonflement des sols argileux est disponible sur le site du BRGM,.
Concernant les mouvements de terrains, la commune a été reconnue en état de catastrophe naturelle au titre des dommages causés par la sécheresse en 1996 et 2005 et par des mouvements de terrain en 1999.

## Toponymie
La première mention du lieu figure dans une charte de l'évêque de Tours Joscion, datant de 1157, sous l'appellation de Poceium de spinetis sanctæ mariæ. On retrouve le seul Poceium dans des chartes de 1210 et 1240, puis au XVe siècle Pocé, transformé en Possé aux XVIIe et XVIIIe siècles, avant de redevenir Pocé dans le cadastre de 1809 et d'être définitivement fixé en Pocé-sur-Cisse, par un décret en date du 13 août 1920, signé par le président Paul Deschanel. Le nom original de Poceium viendrait d'un supposé Domaine de Poccius. Pour sa part, le père Garnier propose un dérivé du latin Paucus signifiant « petit », sous entendu « petit fief ou domaine », ce qui donnerai « Petit (domaine du) buisson de la Sainte Vierge ».

## Histoire
Pocé était une châtellenie dépendante de Rochecorbon (le Haut- et le Bas-Pocé, augmentés au XVIIIe siècle de la Basse-Rochère). L'histoire féodale de Pocé commence par une famille châtelaine ou seigneuriale locale qui en prend le nom, les Pocé donc, poursuivis par leurs descendants en lignée féminine jusqu'en 1382 : les Rochecorbon de Brenne (Mézières), les vicomtes de Brosse, les Chauvigny de Châteauroux. Ensuite, acquisition par les Bueil, suivis de nombreuses autres familles jusqu'à Jean de Cop, maire de Tours, au XVIIIe siècle.
Pocé-sur-Cisse a un conseil municipal des jeunes.[source insuffisante]

## Politique et administration

### Liste des maires
| Période   | Période  | Identité        | Étiquette | Qualité                                                                                          |
| --------- | -------- | --------------- | --------- | ------------------------------------------------------------------------------------------------ |
| 1977      | 1989     | Henri Maillet   |           |                                                                                                  |
| mars 1989 | En cours | Claude Courgeau | DVG       | Directeur et professeur élémentaire de l'école de Pocé-sur-Cisse puis retraité de l'enseignement |

### Jumelages
Pocé-sur-Cisse est jumelé depuis 1998 (signatures du pacte de jumelage en 1999 à Grandate et en 2000 à Pocé dans le parc de la Chatellenie) avec la commune italienne de Grandate en Lombardie, dans la province de Côme, à 80 km au nord de Milan. Grandate est une petite cité de 3 000 habitants à 7 km de la Suisse (Chiasso) et des rives du lac de Côme.
Depuis les années 1990, l'université G. Washington de Saint-Louis (Missouri) organise un séjour en France d'immersion linguistique des étudiants de français avec leurs professeurs pendant un mois (mai-juin).

## Population et société

### Démographie
L'évolution du nombre d'habitants est connue à travers les recensements de la population effectués dans la commune depuis 1793. Pour les communes de moins de 10 000 habitants, une enquête de recensement portant sur toute la population est réalisée tous les cinq ans, les populations de référence des années intermédiaires étant quant à elles estimées par interpolation ou extrapolation. Pour la commune, le premier recensement exhaustif entrant dans le cadre du nouveau dispositif a été réalisé en 2004.

En 2022, la commune comptait 1 760 habitants, en évolution de +7,58 % par rapport à 2016 (Indre-et-Loire : +1,67 %, France hors Mayotte : +2,11 %).
| 1793 | 1800 | 1806 | 1821 | 1831 | 1836 | 1841 | 1846  | 1851  |
| ---- | ---- | ---- | ---- | ---- | ---- | ---- | ----- | ----- |
| 515  | 500  | 575  | 652  | 752  | 835  | 813  | 1 048 | 1 122 |

| 1856  | 1861  | 1866  | 1872  | 1876  | 1881  | 1886  | 1891 | 1896  |
| ----- | ----- | ----- | ----- | ----- | ----- | ----- | ---- | ----- |
| 1 199 | 1 366 | 1 403 | 1 238 | 1 264 | 1 073 | 1 075 | 988  | 1 001 |

| 1901 | 1906 | 1911 | 1921 | 1926 | 1931 | 1936 | 1946 | 1954 |
| ---- | ---- | ---- | ---- | ---- | ---- | ---- | ---- | ---- |
| 889  | 889  | 879  | 858  | 841  | 790  | 856  | 806  | 897  |

| 1962 | 1968  | 1975  | 1982  | 1990  | 1999  | 2004  | 2006  | 2009  |
| ---- | ----- | ----- | ----- | ----- | ----- | ----- | ----- | ----- |
| 918  | 1 070 | 1 153 | 1 222 | 1 493 | 1 580 | 1 524 | 1 530 | 1 580 |

| 2014  | 2019  | 2022  | - | - | - | - | - | - |
| ----- | ----- | ----- | - | - | - | - | - | - |
| 1 615 | 1 675 | 1 760 | - | - | - | - | - | - |

### Enseignement
La ville comporte un groupe scolaire de 180-200 élèves répartis sur les 8 classes du niveau primaire, qui s'est développé depuis les années 1990 et situé face à la mairie. L'école est dotée depuis les années 1990 d'outils modernes et de pointes régulièrement renouvelés, une bibliothèque dont le fonds est régulièrement enrichi et renouvelé. Les enfants de Pocé vont en sixième au collège Choiseul d'Amboise à la cité scolaire du Clos des Gardes, où ils ont la possibilité d'apprendre l'anglais, l'allemand, l'italien et l'espagnol. Les lycées de secteur sont le lycée général et technologique Léonard-de-Vinci ( L ES S STG ST2S, anglais, allemand, italien, espagnol) et le lycée professionnel, de renom, Jean-Chaptal dans ce même quartier.

### Santé
Pocé possède un cabinet médical de qualité composé de 8 généralistes ; 2 dentistes ; 1 orthophoniste à Villeret ; au bourg : 1 pharmacie, 2 kinésithérapeutes, 1 pédicure podologue, 1 diététicienne et 1 infirmière DE.

### Vie culturelle et sportive

#### Équipements
La commune jouit d'un bon équipement sportif, un stade (deux équipes de football et une de rugby), d'un gymnase (judo, basket, gymnastique volontaire, etc.), un terrain de bi-cross, deux courts de tennis, pêche sportive, et des sentiers de randonnées pédestres enchanteurs.

#### Manifestations et festivités
- Carnaval organisé par l'association des parents d'élèves.
- Brocante vide grenier en mai organisée par le comité d'animation.
- Marché exposition des potiers en mai dans le parc du château.
- Dernier dimanche de juin, la fête de l'école dans le parc du château, qui ravit petits et grands par la qualité de son animation et du spectacle offert par les élèves. La journée s'achève avec la remise des prix aux élèves et un dîner champêtre.
- Le 13 juillet au soir le feu d'artifice dans le parc du château qui attire des milliers de personnes, il est précédé de la retraite aux flambeaux dans les rues du village emmené par la fanfare municipale de Nazelles-Négron (départ de la Mazère, limite des communes de Nazelles-Négron et de Pocé) et suivi du bal populaire place de la Mairie.
- Randonnées pédestres organisées par le comité d'animation et le club de randonnée les "taillepieds".
- différentes autres animations au cours de l'année : bals des ménages ; loto ; expositions d'artisanat…

## Économie
À la fin des années 1960, deux multinationales se sont installées au sud de la commune, en limite de la ville d'Amboise. La première industrie par sa surface et son nombre de salariés sont les laboratoires pharmaceutiques Pfizer qui emploient plus de 500 personnes
 (juillet 2016).
. Face à l'entreprise, se trouve NCR installé vers 1968, de dimension plus petite dont l'activité à Pocé-sur-Cisse est une imprimerie (tickets de caisses, imprimés divers, etc.).
À côté de la zone industrielle, au lieu-dit Villeret, s'est développé le centre commercial de « la Ramée ».
De nombreux artisans de la commune se sont installés pour mieux se développer autour du poumon économique de la commune. Le bourg quant à lui est à 2 km de ces installations.

## Culture locale et patrimoine

### Lieux et monuments
- L'église. Elle est dédiée à saint Adrien. De nombreuses traces de la fonderie sont encore présentes, comme en témoigne la statuaire (crucifix coulé d'un seul tenant Christ et Croix, chemin de croix en fonte, statue de saint Eloi, maître autel). Dans la petite chapelle mariale se trouve une statue de la Vierge à l'Enfant du XVe siècle. L'église a été restaurée et remaniée aux XVe et XXe siècles.
- La Châtellenie (ou château de Pocé, qui abrita une ancienne fonderie) : le parc est ouvert à la promenade. On y découvre des essences rares de résineux et des statues datant de l'époque de la fonderie. Le domaine est la propriété de la Fondation Bertrand pour l'enfance. À ce propos, au-dessus du coteau dans les bois se trouve le Village d'Enfants de la Fondation MVE. Le site est une propriété privée, seul le parc est accessible aux piétons. La rivière qui traverse le parc est la Ramberge ou Remberge, dont le courant actionnait la fonderie. Le château offre une façade en encorbellement. Il ne se visite pas ; il sert de lieu d'accueil pour des séminaires, stage, réunions de famille. Depuis une quinzaine d'années, l'université Washington de Saint-Louis (Missouri) organise un séjour en France d'immersion linguistique des étudiants de français avec leurs professeurs pendant un mois (mai-juin). Les jeunes Américains sont accueillis dans les familles de Pocé notamment pour les repas dominicaux, ce qui permet depuis des années de tisser des liens très forts et riches.
- Le château de Fourchette (propriété de Mick Jagger) est une gentilhommière du XVIIIe siècle. La propriété est peu visible de la route (D 1). Il ne se visite évidemment pas ; (en 1789, la marquise de Bridieu, Marie-Catherine Boucher de Verdun, était la dame de Fourchette : cf. Geneanet Pierfit, et[37]).
- Le château de la Roche est une propriété privée qui ne se visite pas, située sur la route d'Amboise, à droite, en sortant du bourg. Sa façade en briques est visible.
- Le château de Bellecour est situé sur la route d'Amboise en sortant du bourg, à droite avant le rond-point. Visible depuis la route, il ne se visite pas.
- Le château de Launay est à l'écart du bourg et ne se visite pas.
- La Restrie est situé sur la route de Saint-Ouen-Les-Vignes, au lieu-dit de la Restrie, on remarquera aussi le pigeonnier qui peut occasionnellement se visiter lors des journées du patrimoine.
- Le Mesnard (ancienne dépendance du château de Fourchette).

### Personnalités liées à la commune
- Mick Jagger possède depuis le début des années 1980 le château de Fourchette près du bourg du village[43].
- Robert Morin (1893-1925), écrivain régionaliste, habita dans les années 1920 le manoir de Ménard (ou Mesnard) qui jouxte le hameau de Fourchette. Il y écrivit son chef-d'œuvre Mélie buttelière, publié après sa mort en 1926.
- Paulin Viry (1798-1843), industriel, a créé avec Jean-Jacques Ducel la fonderie de Pocé dans le site même du château en 1829.
- Jean-Jacques Ducel (1801-1877), industriel, a créé avec son associé Paulin Viry, la fonderie de Pocé, après la mort de son associé a poursuivi le développement de l'entreprise en produisant des pièces de fonte décorative qui ont été achetées par un grand nombre de villes françaises et exportées dans le monde entier.
- Paul Alphonse Viry (1832-1913), artiste peintre, né au château de Pocé, fils de Paulin Viry, a exposé au salon des Beaux-Arts des années 1860 jusqu'à la fin du XIXe siècle.
- Barnabé Guimard (1739-1805), architecte du Quartier royal de Bruxelles, a passé son enfance au manoir du Sauvage.

### Héraldique
| Blason de Pocé-sur-Cisse | Les armes de Pocé-sur-Cisse se blasonnent ainsi : D'argent aux deux tierces d'azur passées en sautoir, cantonnées, en chef, d'une grappe de raisin de gueules, aux flancs, de deux merlettes de sable et, en pointe, d'un cheval aussi de gueules. |